# Bezirksgericht Zweibrücken
Das Bezirksgericht Zweibrücken war ein Bezirksgericht in der Pfalz im Königreich Bayern und der Vorläufer des heutigen Landgerichts Zweibrücken. Das Bezirksgericht bestand von 1817 bis 1879 und hatte seinen Sitz in der Stadt Zweibrücken.

## Geschichte
Als Ergebnis des Wiener Kongresses war die Pfalz 1816 zu Bayern gekommen. Das Königreich Bayern übernahm die bisherige französische Gerichtsorganisation in ihren Grundzügen. Die dortigen bisherigen Bezirks- oder Arrondissementsgerichte bestanden somit fort, ab 1817 firmierten diese als Gerichte zweiter Instanz unter dem Namen „Bezirksgerichte“. Im (rechtsrheinischen) Hauptteil Bayerns hingegen blieb die Vielzahl der bisherigen Stadt-, Land-, Herrschafts- und Patrimonialgerichte weiterhin bestehen. Erst mit Gesetz vom 1. Juli 1856 wurde das Justizwesen im rechtsrheinischen Bayern analog dem der Pfalz neu geordnet. Die bisherigen Kreis- und Stadtgerichte wurden aufgehoben und 34 neue Bezirksgerichte traten an ihre Stelle. Die Bezirksgerichte waren für die Städte, in denen sie ihren Sitz hatten, sowie für die in ihrem Sprengel befindlichen Standesherren Gerichte erster Instanz. Für alle anderen Angelegenheiten waren sie Gerichte der zweiten Instanz in Kriminal- und Zivilrechtssachen. Den Bezirksgerichten waren Land- und Stadtgerichte untergeordnet. Übergeordnetes Gericht waren die Appellationsgerichte, hier das Appellationsgericht Zweibrücken.
Mit dem Inkrafttreten des deutschen Gerichtsverfassungsgesetzes wurde 1879 das Bezirksgericht Zweibrücken wie alle anderen bayerischen Bezirksgerichte aufgelöst. Sein Nachfolger in der Funktion als Gericht der zweiten Instanz war das Landgericht Zweibrücken.